# داگاناپوتهاها
داگاناپوتهاها (به لاتین: Daganapothaha) یک منطقهٔ مسکونی در سری‌لانکا است که در استان جنوبی (سری‌لانکا) واقع شده‌است.